# Gomer (França)
Gomer é uma comuna francesa na região administrativa da Nova Aquitânia, no departamento dos Pirenéus Atlânticos. Estende-se por uma área de 3,2 km². Em 2010 a comuna tinha 315 habitantes (densidade: 98,4 hab./km²).